# Sommet du G8 de 2010
Pour un article plus général, voir Sommet du G8.
Le sommet du G8 2010, 36e réunion du G8, réunissait les dirigeants des 7 pays démocratiques les plus industrialisés et la Russie, ou G8, du  25 au 27 juin 2010, dans la ville canadienne de Huntsville (Ontario).
Il s'agit du 5e sommet du G8 hébergé par le Canada depuis 1976.

## Participants

### Dirigeants du G8

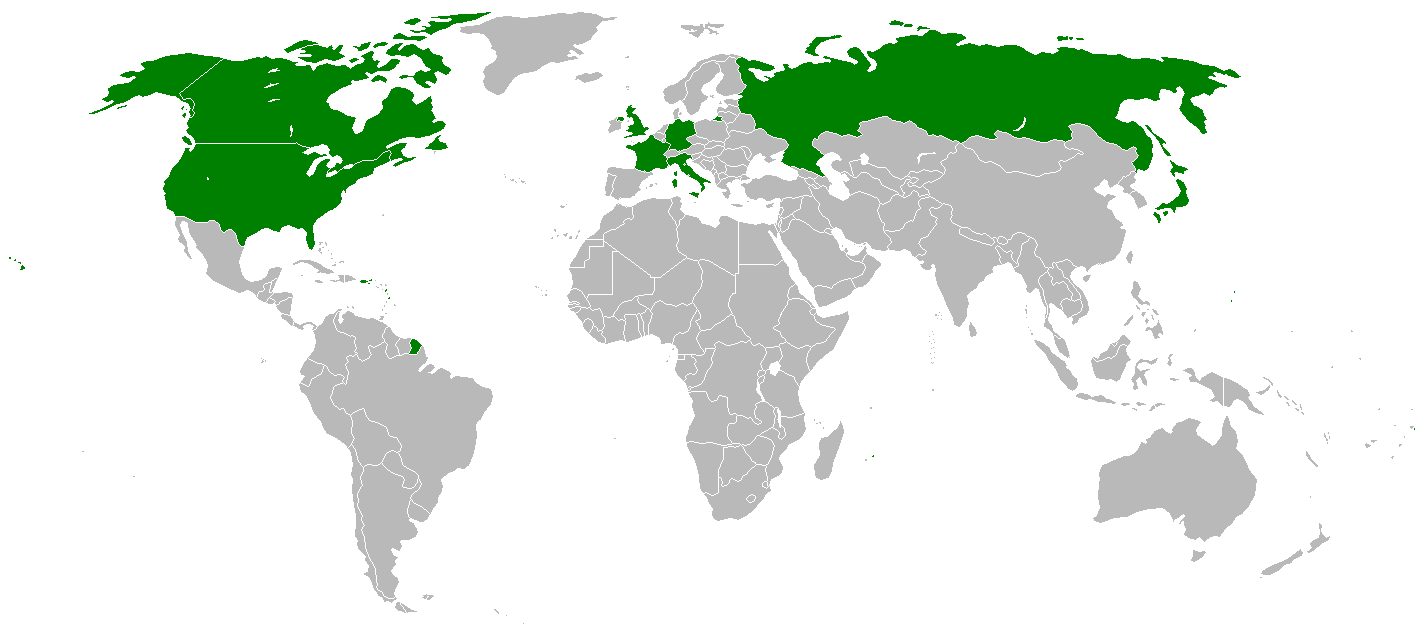
Pays appartenant au G8 et participant au sommet.

| Participants au G8            |                       |                                             |                                    |
| Membre                        | Membre                | Représenté par                              | Fonction                           |
| Drapeau du Canada             | Canada                | Stephen Harper                              | Premier ministre                   |
| Drapeau de la France          | France                | Nicolas Sarkozy                             | Président                          |
| Drapeau de l'Allemagne        | Allemagne             | Angela Merkel                               | Chancelière                        |
| Drapeau de l'Italie           | Italie                | Silvio Berlusconi                           | Président du Conseil               |
| Drapeau du Japon              | Japon                 | Naoto Kan                                   | Premier ministre                   |
| Drapeau du Royaume-Uni        | Royaume-Uni           | David Cameron                               | Premier ministre                   |
| Drapeau de la Russie          | Russie                | Dmitri Medvedev                             | Président                          |
| Drapeau des États-Unis        | États-Unis            | Barack Obama                                | Président                          |
| Drapeau de l’Union européenne | Commission européenne | José Manuel Durão Barroso Herman Van Rompuy | Présidents (Commission et Conseil) |

### Dirigeants du G8+5
- Brésil
- Inde
- Mexique
- Chine
- Afrique du Sud